# リチャード・アークライト
リチャード・アークライト（Sir Richard Arkwright、1732年12月23日-1792年8月3日）はイギリスの発明家である。1771年に水車を動力とする水力紡績機を発明したが、その特許は後にくつがえされた。生の木綿から繊維の整った塊を作るカード機の特許も取得している。イギリスに産業革命をもたらした起業家の1人である。動力と機械と半熟練工と新たな原料（木綿）を結びつけ、フォードの1世紀以上前に糸の大量生産を成し遂げた。組織を作り上げる能力に優れており、クロムフォードにあった彼の工場は当時では最も近代的な工場だった。

## 生い立ちと家族

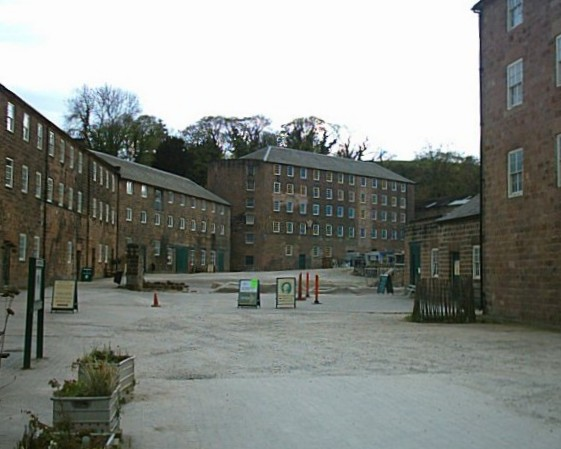
クロムフォードにあったアークライトの工場

1732年12月22日、イングランドはランカシャーのプレストンで13人兄弟の末っ子として生まれる。父トーマスは仕立屋で、プレストンのギルド選出議員だった。ランカシャーの記録保管所にあるプレストンのギルドの名簿にこの一家が記録されている。両親はリチャードを学校に通わせることができず、いとこのエレンから読み書きを習わせた。リチャードはカークハム近郊で床屋を営むニコルソンに弟子入りし、理髪師兼かつら職人として働き始めた。1750年代初めにはボルトンで店を持つようになる。そこで当時のおしゃれ用かつらに使う防水性の染料を発明しており、その収入が後に紡績機のプロトタイプ製作の資金となった。アークライトは頭髪や染料を求め英国各地を訪れており、その際様々な紡績業者と接触し紡績業に関する情報を得ていた。後にかつら着用の流行が廃れると紡績へと転換した。
1755年、最初の妻となるペイシェンス・ホルトと結婚。同年、長男リチャード・アークライト・ジュニアが生まれた。1756年、ペイシェンスが亡くなっている（死因は不明）。1761年、マーガレット・ビギンスと結婚。マーガレットとは3人の子をもうけたが、成人するまで生き延びたのはスザンナだけだった。アークライトが起業家となったのは最初の妻が死んでからである。

## 水紡機
その後、生の木綿から綿糸を作る工程である梳綿と紡績の機械化に興味を持つようになる。1768年、時計職人だったジョン・ケイとともに当時織物の中心地だったノッティンガムに転居し、ジェニー紡績機を改良して、綿糸の強度や長さなどの品質を向上させた。1769年、水力紡績機の特許を取得。従来は人間の指で行っていたことを木製または金属製のシリンダーで行うようにし、糸に強い撚りを与えられるようになった。これにより綿糸を安価に生産可能となり、それを使って安価なキャラコが織れるようになり、その後の綿織物産業発展の基盤を築いた。

## カード機

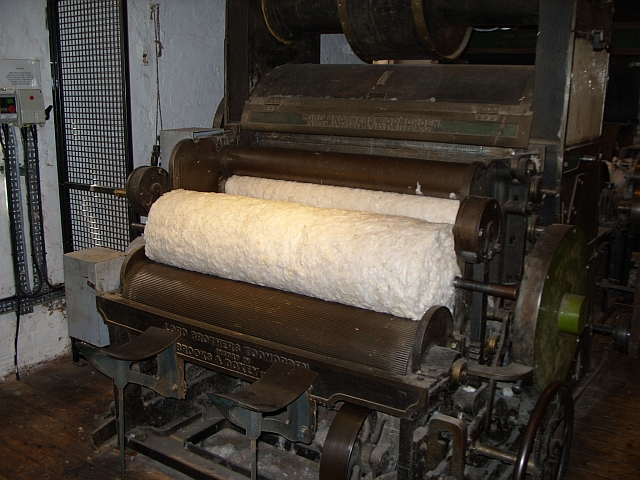
復元されたカード機（Quarry Bank Mill）

1748年、ルイス・ポールが梳綿用機械（カード機）を発明。アークライトはそれに改良を加え、1775年に特許を取得している。それは収穫した綿花を梳いて繊維の揃った塊にする機械で、その塊から糸を引き出して紡績を行う。アークライトとジョン・スモーリーはノッティンガムで馬を動力源とする小さな工場を創業。事業拡大にはさらに資金が必要だったため、ジェデディア・ストラットとサミュエル・ニード（非国教徒の裕福な靴下製造業者）と組むことにした。1771年、彼らはクロムフォードに世界初の水力を使う工場を建設し、熟練工を集めて操業を開始した。アークライトは機械の完成までに12,000ポンドを費やし、カード機から木綿の塊を取り除くための機構も装備した。梳綿と紡績の全工程を機械化すると、スコットランドなどイギリス各地に綿糸工場を作りはじめた。この成功を見て真似をする者が続出したため、1775年に取得した特許の施行に苦労することになった。彼の紡績機はジェームズ・ハーグリーブスのジェニー紡績機に比べて技術的に大きく進化しており、操作にあまり訓練を必要とせず、織りの際に経糸（たていと）に使えるほど強い糸を製造できた。サミュエル・クロンプトンはこれをさらに改良したミュール紡績機を発明している。
その後アークライトは故郷のランカシャーに戻り、チョーリーのバークエーカーの工場を借りて操業を始め、それが産業革命においてその町が重要な役割を果たす触媒となった。
1774年にはその工場で600人の従業員を雇うようになり、さらにその後5年間で各地に工場を増やしていった。スコットランドにも招かれ、そこで綿糸産業の確立に尽力している。しかし1779年、バークエーカーの新工場は機械化に反対する暴動によって破壊された。アークライトの1775年の特許は急成長している産業における独占を可能にする包括的なものだったが、ランカシャーでは独占的な特許権に反対する世論が大勢を占めていた。1777年、ダービーシャーワークズワースのハールレム工場を借りて綿糸工場として操業。この工場は綿糸工場として初めて蒸気機関を設置したが、これは工場の機械を直接駆動するのではなく、水車のための貯水池に水を汲み上げるのに使われた。
アークライトが操業したもう1つのマッソン工場は、当時高価だった赤レンガで作られていた。
アークライトは攻撃的で尊大な性格であり、共に働くには気難しい男だった。パートナー全員から権利を買い取り、マンチェスター、マットロック、バース、ニューラナークなどに工場を建設。当時の起業家の多くは非国教徒だったが、アークライトは国教徒だった。

## 特許問題
1781年、アークライトは1775年の特許の有効性を訴えたが失敗している。裁判はその後もだらだらと続いたが、1785年、リー出身のトーマス・ハイズのアイデアを借りた特許であり、しかも記述が不十分だとされ、アークライトが敗訴した。実は、ハイズの金属製紡績機の製作を手伝った時計職人のケイがアークライトと組み、ハイズの設計をアークライトに横流ししたという経緯があった。アークライトが暴力でケイを従わせたという説もある。この裁判では、トーマス・ハイズ、改心したジョン・ケイ、ケイの妻、ジェームズ・ハーグリーブス未亡人らが、アークライトの特許が無効であることを証言している。その結果アークライトの多くの特許は基本的に先例のコピーだとされ、取り消された。それにも関わらず1786年、国王ジョージ3世（位1760年－1820年）より Sir （ナイト）の称号を受けている。また、1787年にはダービーシャーの州長官に任命された。

## 評価と死
アークライトの功績は広く認められている。1786年にはナイトに叙され、翌年にはダービーシャーの州長官に任命されている。彼の富の源泉は自身の知的権利をライセンスしたことによる。1785年の時点でアークライトの特許を使った工場群で約3万人が雇用されていた。1792年8月3日、クロムフォードにて59歳で死去。遺産は50万ポンドに及んだ。マットロックの教会に埋葬されたが、遺体は後にクロムフォードの教会に移されている。
クロムフォード工場200周年に際してアークライト協会が創設され、同工場を所有すると共に産業革命に関する遺産の保護活動を行っている。

## 発明

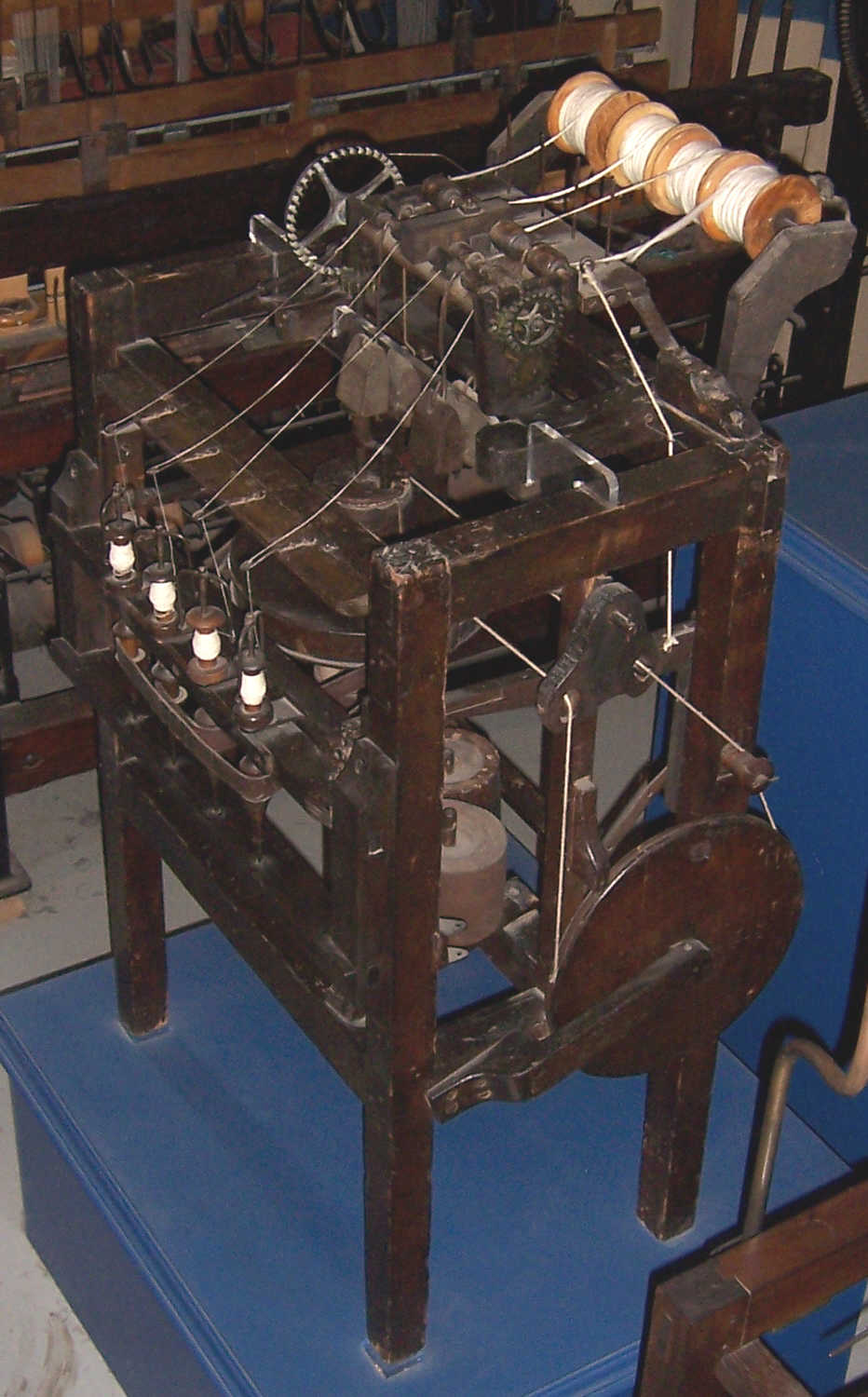
1775年に作られたアークライトの水紡機

アークライトはかつてトーマス・ハイズを支援しており、紡績機を発明したのはアークライトではなくハイズであることを示す有力な証拠が存在する。しかしハイズには資金がなく、それを特許化し実用化することができなかった。ハイズはジェームズ・ハーグリーブスより数年前にジェニー紡績機を発明したとされることもある。その元となったのは、1730年代から1740年代にかけてのジョン・ワイアットやルイス・ポールの発明である。
その機械は徐々に速度が上がっていく一連のローラで粗紡から糸を引き出し、糸車機構で縒りをかける。経糸としても使える細くて強い木綿糸や織物に十分な長さの糸を製造可能である。アークライトは当初ノッティンガムで馬を動力源とした工場を作ったが、1771年にはクロムフォードで水力を動力源とする工場を操業開始した。
アークライトは起業家として新しい技術の導入により生産性を飛躍的に向上させたが、それ以上に現在評価されているのは、それまでの小規模な家内工業から大規模な工業システムを開始したことにある。アークライトは当時の最新設備を備えた最大規模の「初の水力紡績工場」と呼ばれるクロムフォード・ミルを作ると共に、生産規模拡大に伴い増加する労働者の為の住居（コテジ）やパブ（パブリック・ハウス）などを伴う複合施設を建設した。クロムフォードはそれまではヒツジが放牧されていて近くの鉛鉱山で働く労働者が住む小さな町でしかなかったが、クロムフォード・ミルの操業開始とともに商店、教会や学校などを伴う大規模な工業都市に発展した。
彼が建設したグレイハウンド・パブリック・ハウス（現在はグレイハウンドホテル）は今もクロムフォードの中心地に建っている。このホテルはリチャード・アークライトの記念館となる予定である。彼は1776年にクロムフォードの土地を購入し、1788年には近郊のウィラーズリーの土地を購入しているが、そのとき土地を売ったのはフローレンス・ナイチンゲールの大叔父ピーター・ナイチンゲールだった。
1775年、アークライトはカード機の特許を取得した。カーディング（梳綿）は紡績の最初の工程であり、カード機によって手作業が機械化された。彼は紡績機とカード機の特許料を高く設定したため、特許権の有効性について訴えられる結果を招いた。1775年の特許は取り消されたが、それ以前にアークライトは富豪になっていた。
アークライトの主な業績は、発明というよりも高度に訓練された高収益の工場制を確立した点である。彼はオーバーラップを含む13時間のシフトで1日2交代制を採用した。午前5時と午後5時にベルが鳴り、午前6時と午後6時には門が閉まるようになっており、その時間に遅刻した者は1シフトぶんの日給を受け取れなかった。家族全員が工場で働くことも珍しくなく、7歳の子どもも数多く働いていた。息子が事業を引き継いだころには、10歳以上という年齢制限を設けていた。

## 記念

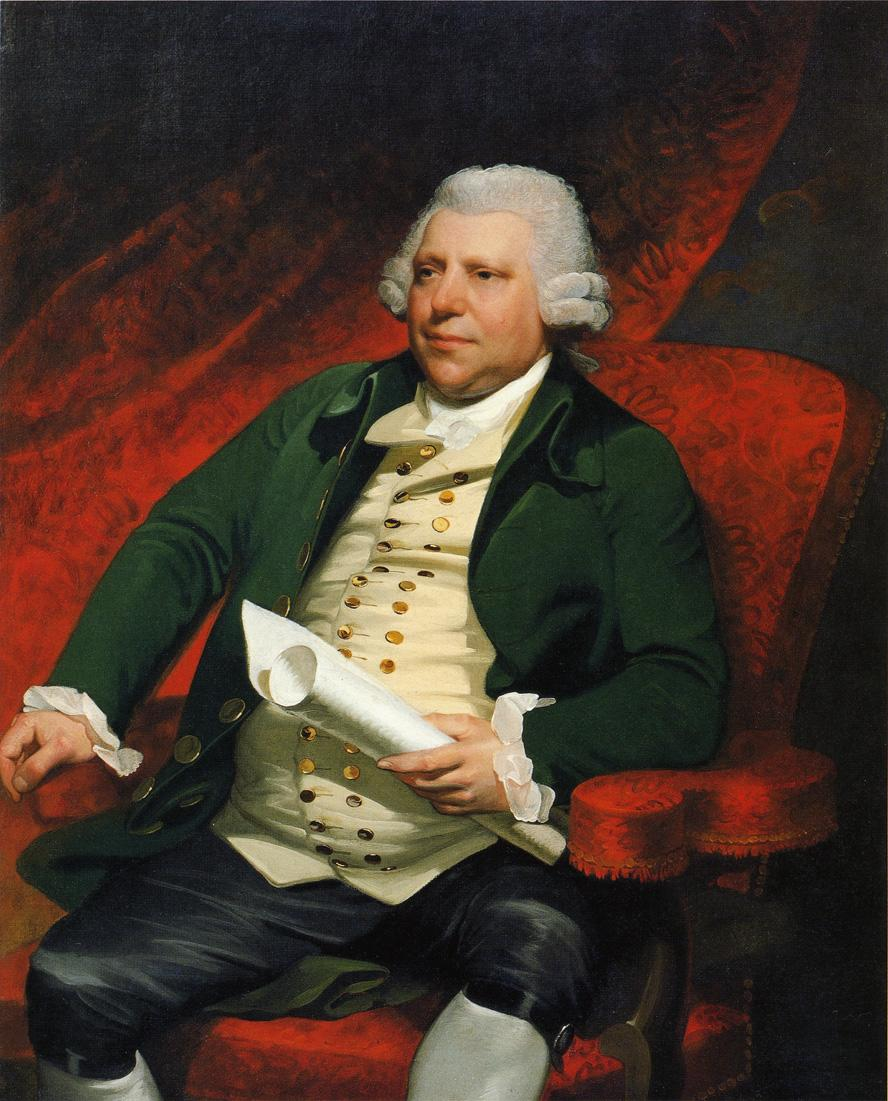
1790年の肖像画

- ボルトンにあったアークライトの理髪店は20世紀初頭に壊されている。その後に建てられたビルの入口の上に小さな額が掲げられ、アークライトの理髪店があった場所であることを伝えている。
- ロンドンでのアークライトの住居だった建物には、イングリッシュ・ヘリテッジが1984年にブルー・プラークを掲げた[17]。
- クロムフォードでは工場の向かいにあるロックハウスに住んでいた。1788年、近郊のウィラーズリーの地所を購入して新たな居所としてウィラーズリー城（英語版）を建てさせた。しかし完成直後に火災で焼失し、再建に2年かかっている。結局、アークライト自身はその城に住むことなく1792年に亡くなった。ウィラーズリー城は現在ホテルになっている[18]。
- 1991年、アークライト奨学金（英語版）が創設され、イギリスでの技術系学生向けに奨学金を提供している。2011年現在、イギリス国内の優秀な技術系学生300人に奨学金を提供している。